# Campionati svizzeri di sci alpino 1990
Ai Campionati svizzeri di sci alpino 1990 furono assegnati i titoli di discesa libera, supergigante, slalom gigante, slalom speciale e combinata, sia maschili sia femminili; oltre agli sciatori svizzeri, poterono concorrere al titolo anche gli sciatori di nazionalità liechtensteinese.

## Risultati
| Specialità      | Uomini          | Donne               |
| --------------- | --------------- | ------------------- |
| Discesa libera  | Franz Heinzer   | Heidi Zeller-Bähler |
| Supergigante    | Daniel Mahrer   | Maria Walliser      |
| Slalom gigante  | Martin Knöri    | Zoë Haas            |
| Slalom speciale | Paul Frommelt   | Brigitte Gadient    |
| Combinata       | Xavier Gigandet | Sandra Reymond      |